# Helmut Siderits
Helmut Siderits (* 4. Juni 1939 in Stegersbach; † 2. Dezember 2023) war ein österreichischer Schauspieler, Theaterregisseur und Theaterleiter. 

## Leben
Helmut Siderits studierte nach der Matura an einer Abendschule Regie und Schauspiel. Ein erstes Engagement hatte er an der burgenländischen Landesbühne, weitere Auftritte folgten beispielsweise am Theater am Belvedere und am Theater der Courage. Eine Saison lang war er künstlerischer Leiter des Theaters Experiment, wo er erstmals Regie führte. Nach einer Südamerika-Tournee war er am Burgtheater engagiert, wo er auch als Regieassistent tätig war.
1973 übernahm er das Theater im Palais und benannte es in Kleine Komödie um. 1978 erfolgte die Übersiedlung in das frühere Theater am Kärntnertor in der Walfischgasse. In der Kleinen Komödie spielte er unter anderem Die Mausefalle von Agatha Christie. 2003 meldete das Theater Konkurs an und stellte den Betrieb ein. Die Räumlichkeiten übernahm Anita Ammersfeld, die 2005 das stadtTheater walfischgasse eröffnete.
1985 war er im Spielfilm Coconuts – Immer Ärger mit der Kohle von Franz Novotny zu sehen. Siderits starb im Dezember 2023 im Alter von 84 Jahren. Er wurde am Meidlinger Friedhof bestattet.

## Filmografie (Auswahl)
- 1985: Coconuts – Immer Ärger mit der Kohle